# Mil Moskva helikopterfabrik
 For alternative betydninger, se Mil (flertydig). (Se også artikler, som begynder med Mil)
Mil (Миль) er det korte navn for den sovjetske og russiske helikopterfabrik Mil Moskva helikopterfabrik (engelsk navn Mil Moscow Helicopter Plant), navngivet efter grundlæggeren Mikhail Mil. Mil deltager i Euromil samarbejdet med Eurocopter.
Mil fusionerer med Kamov og Rostvertol, for at danne Oboronprom i 2006. Mærket Mil vil blive bevaret, men firmaet vil droppe overlappende produktlinjer.

## Modeller
Her er en liste af Mils kreationer. Årstal er vist hvor passende, såvel som NATO-rapporteringsnavne
- Mil Mi-1 "Hare", 1948 – let flerformålshelikopter
- Mil Mi-2 "Hoplite", 1965 – let flerformålshelikopter
- Mil Mi-4 "Hound A", 1955 – transport- og ubådsjagtningshelikopter
- Mil Mi-6 "Hook", 1957 – tung transporthelikopter
- Mil Mi-8 "Hip C", 1968 – flerformålshelikopter
- Mil Mi-10, kranhelikopter
- Mil Mi-10K, kranhelikopter
- Mil Mi-12 "Homer", også kendt som V-12. Kun prototype. Verdens største helikopter. To rotorer.
- Mil Mi-14 PL "Haze A", 1978 – ubådsjagningshelikopter
- Mil Mi-17 T "Hip H", 1974 – transporthelikopter [1]
- Mil Mi-18, kun prototypeer, [2]
- Mil Mi-20, super let helikopter [3]
- Mil Mi-22, kun planlagt [4]
- Mil Mi-24 W "Hind E", 1978 – tung kamphelikopter
- Mil Mi-25, eksportversion af Mi-24
- Mil Mi-26, verdens tungeste helikopter [5]
- Mil Mi-28, 1984 – kamphelikopter [6]
- Mil Mi-30, lodret take-off fly, kun planlagt [7]
- Mil Mi-32, super tung helikopter, tre rotorer! [8]
- Mil Mi-34, 1986 – let helikopter [9]
- Mil Mi-35, eksportversion af Mi-24
- Mil Mi-36, kun planlagt, [10]
- Mil Mi-38, 2000 – flerformålshelikopter [11]
- Mil Mi-40, kun planlagt, [12]
- Mil Mi-42, kun planlagt, [13]
- Mil Mi-44, kun planlagt, [14]
- Mil Mi-46, kun planlagt, [15]
- Mil Mi-60, kun planlagt, [16]